# Xenoglossa kansensis
Xenoglossa kansensis är en biart som beskrevs av Cockerell 1905. Xenoglossa kansensis ingår i släktet Xenoglossa och familjen långtungebin. Inga underarter finns listade i Catalogue of Life.